# Le Temps où nous chantions
Le Temps où nous chantions (titre original : The Time of Our Singing) est un roman de l'écrivain américain Richard Powers, publié aux États-Unis le 1er janvier 2003,, traduit en français et publié en France le 2 mars 2006 aux éditions du Cherche midi. Ce livre a été considéré comme le deuxième meilleur livre de l'année 2006 par le magazine littéraire Lire après Les Bienveillantes de Jonathan Littell.

## Résumé
Ce roman, écrit à la première personne, celle de Joseph Strom, est l'histoire des trois enfants de David Strom, physicien juif allemand émigré à New York dans les années 1930, et de Delia Daley, jeune femme noire américaine étudiante en musique classique de Philadelphie qui se sont rencontrés lors d'un concert de Marian Anderson. Délia épouse David malgré la réticence de sa famille, et ensemble tentent d'élever leurs enfants au-delà des races et du temps, dans l'amour de la musique. Joseph, le narrateur, est le deuxième garçon de la famille. Il devient le pianiste accompagnateur de son frère aîné Jonah, ténor à la voix extraordinaire et figure dominante. Tous deux vont traverser ensemble 50 ans de l'histoire américaine, affronter la discrimination raciale faite aux noirs, et dévouer leur vie à la musique. Ruth, la benjamine, marquée par l'injustice sociale de la société, devient une militante active lors de la période des droits civiques dans les années 1960, rejetant la culture blanche de son père et représentée par la musique de ses frères. Joseph tente de maintenir le lien dans cette famille déchirée, et de trouver sa propre voie vers le bonheur.

## Éditions
- (en) The Time of our Singing, éditions Farrar, Straus & Giroux, 2003,  (ISBN 0099453835)
- Le Temps où nous chantions, éditions Le Cherche midi, 2006,  (ISBN 2749102278)
- Le Temps où nous chantions, 10/18, 2008,  (ISBN 978-2264041449)